# Космически апарат
Космически апарат транспортно средство със собствен двигател, проектирано за извършване на космически полет. Космическите апарати се използват за пилотирани космически полети на борда, на които пътуват екипажи от космонавти. Има и непилотирани космически полети, при които се напуска околността на планетното тяло. Такива полети се извършват от космически апарати наречени космически сонди.
Космически апарати, които остават в орбитата около планетното тяло се наричат изкуствени спътници.
Космическите апарати са използвани за разнообразни цели, за телекомуникации, наблюдение на Земята, метеорология, навигация, планетология, космически туризъм и дори за звездни войнд
Космическите апарати са често срещано превозно средство в научната фантастика.

## Видове
- пилотирани
- автоматични

## Пилотирани космически кораби и проекти

### Руски (СССР)
- Восток – 6 полета
- Восход – 2 полета
- Союз – продължава да лети
- Буран – 1 полет в безпилотен режим

### Американски
- X-15 – 2 полета
- Мъркюри – 6 полета
- Джемини – 10 полета
- Аполо – 12 полета
- Космическа совалка – 135 полета
- SpaceShipOne – 3 полета

### Китайски
- Шънчжоу – 3 полета, продължава да лети

## Автоматични космически кораби и проекти

### Руски (СССР)
- Прогрес – продължава да лети

### Европейски
- Автономен товарен кораб – пет полета до 2014 г.

### Японски
- Товарен кораб H-II – продължава да лети